# Liste der Kulturdenkmale in Tettnang
In dieser Liste der Kulturdenkmale in Tettnang sind die Kulturdenkmale der baden-württembergischen Stadt Tettnang im Bodenseekreis aufgelistet.
Grundlage sind das Verzeichnis der unbeweglichen Bau- und Kunstdenkmale und der zu prüfenden Objekte des Referats 26 des Regierungspräsidiums Tübingen in der Version vom 4. Juli 2013 und das Verzeichnis „Archäologie des Mittelalters“.

## Allgemein
- Bild: Zeigt ein ausgewähltes Bild aus Commons, „Weitere Bilder“ verweist auf die Bilder im Medienarchiv Wikimedia Commons.
- Bezeichnung: Nennt den Namen, die Bezeichnung oder die Art des Kulturdenkmals.
- Lage: Straßenname und Hausnummer oder Flurstücknummer des Kulturdenkmals, gegebenenfalls auch den Ortsteil. Die Grundsortierung der Liste erfolgt nach dieser Adresse. Der Link (Karte) führt zu verschiedenen Kartendiensten mit der Position des Kulturdenkmals. Fehlt dieser Link, wurden die Koordinaten noch nicht eingetragen. Sind diese bekannt, können sie über ein Tool mit einer Kartenansicht einfach nachgetragen werden. In dieser Kartenansicht sind Kulturdenkmale ohne Koordinaten mit einem roten bzw. orangen Marker dargestellt und können durch Verschieben auf die richtige Position in der Karte mit Koordinaten versehen werden. Kulturdenkmale ohne Bild sind an einem blauen bzw. roten Marker erkennbar.
- Datierung: Baubeginn, Fertigstellung, Datum der Erstnennung oder grobe zeitliche Einordnung entsprechend des Eintrags in der zuständigen Denkmaldatenbank (Landesamt für Denkmalpflege Baden-Württemberg).
- Beschreibung: Kurzcharakteristik des Kulturdenkmals.

Die Liste ist nach Ortschaften, Dörfern, Weilern sowie Wohnplätzen und innerhalb dieser nach Straßen alphabetisch sortiert.
Am Ende der Liste sind zwei ehemalige, inzwischen abgerissene Baudenkmale aufgeführt.

## Denkmale

### Tettnang Stadt
| Bild           | Bezeichnung                                                  | Lage | Datierung         | Beschreibung | ID |
| -------------- | ------------------------------------------------------------ | --- | ----------------- | --- | -- |
|                | Stadtbefestigung                                             | Montfortplatz 7 siehe unten Montfortstraße 1, 35, 37, 39, 41, 43 siehe unten Schulstraße 4, 5, 6, 7, 8, 9, 10, 11, 12 siehe unten | 14. Jh.           | Ehemalige Stadtbefestigung mit den sichtbaren, integrierten und im Boden liegenden Abschnitten, während des Dreißigjährigen Krieges zerstört, nur Rudimente erhalten Geschützt nach § 2 DSchG |    |
| Weitere Bilder | Gasthof „Bären“                                              | Bärenplatz 1 0-104/1 (Karte) | Ende17. Jh.       | zweigeschossiges, giebelständiges Gebäude mit vorkragenden Obergeschossen, über dem Mitteleingang mit sandsteinernem Korbbogen mit Familienwappen der Familie Forster, Erdgeschoss in Stein, oberes Geschoss in verputztem Fachwerk, um 1700 von Johann Jakob Muttelsee erbaut, ursprünglich Schildwirtschaft „Schwarze Bären“ Geschützt nach § 2 DSchG |    |
| Weitere Bilder | Gasthof „Krone“                                              | Bärenplatz 7 0-130/2 (Karte) | nach 1780         | traufenständiges, zweigeschossiges und massives Haus mit sechs Fensterachsen und sandsteinernem Rundbogeneingang mit vergitterter Supraportenöffnung, heute als kleine, handwerkliche Brauerei betrieben mit altschwäbischer Bierstube, seit ihrer Fertigstellung 1934 unverändert mit Schnitzereien der Leuchten und der Darstellung der Handwerkszünfte, schmiedeeiserner Wirtshausausleger von 1807 Geschützt nach § 2 DSchG |    |
|                | Kronenbrunnen                                                | vor Bärenplatz 7 0-141 (Karte) | 1960              | Brunnen mit Madonnenfigur aus Bronze nach einem Entwurf der Kressbronner Bildhauerin und Medailleurin Hilde Broër (1904–1987) Geschützt nach § 2 DSchG |    |
| Weitere Bilder | Gasthof „Torstuben“                                          | Bärenplatz 8 0-130/1 (Karte) | 1829              | zweigeschossiger, massiver Bau mit Vollwalmdach, Mitteleingang, umlaufenden Stockwerkgesims und Eckquaderungen, urstrüngliches ‚Haus am Tor‘ wurde 1828 abgerissen Geschützt nach § 2 DSchG |    |
|                | Haus „Wiesenack“                                             | Bahnhofstraße 12 0-208 (Karte) | 1901              | zweigeschossiger, gelber Klinkerbau mit gekapptem Mansarddach, zweiläufige Freitreppe und verkröpfter Dreiecksgiebel, für den Oberamtsarzt Dr. Finckh durch Stadtbaumeister Weinmann in historisierenden Formen erbaut, seit 1935 im Besitz der Familie Wiesenack, 1937 Einbau der ersten Zentralheizung in einen privaten Haushalt in Tettnang, Sanierung 1979/80. Geschützt nach § 2 DSchG |    |
|                | Abgegangene Siedlung Forstenhäuser / Abgegangener Schäferhof | Domänenstraße |                   | ursprünglich weilerähnliche Siedlung, die 1698 noch indirekt im Zusammenhang der Flurbezeichnung „Acker bei St. Anna gegen Forstenhäuser“ erwähnt wird, seit 1743 als „Schäferhof“ und zeitweise auch „Ernstruhe“ benannt, 1852 wurden zahlreiche Gebäude, darunter eine Mahlmühle mit Gerb- und Walzwerk, Käserei, Brauerei und Schenkwirtschaft, sowie der„Schäferhof“ eine königliche Domäne, Ende der 1970er Jahre fällt die Hofanlage einem Brand zum Opfer. Geschützt nach § 2 DSchG                                                                               |    |
|                | Landhaus                                                     | Friedhofstraße 3 0-668 (Karte) | 1880              | wegen seiner Holzblockbauweise und Architektur als „Schweizerhaus“ bezeichnetes, zweigeschossiges Wohnhaus, niedrigen Sockel, weit überstehendes flaches Satteldach, zweigeschossiger Loggienvorbau, südliche Giebelwand durch Balkone, nördliche Giebelwand durch einen Söller akzentuiert, zweifarbig gehaltene Fassade (2004 renoviert) mit filigran ausgesägten Zierhölzern in klassizistisch historisierender Formensprache reich dekoriert, Innenräume mit Wandvertäfelungen Geschützt nach § 2 DSchG                                                              |    |
|                | Alter Friedhof                                               | Friedhofstraße 14 (Karte) | 1888 bis 1891     | Friedhofsmauer mit kleinen gotisierenden Bildhäuschen, gusseisernes und farbig gefasstes Friedhofskreuz, ehemalige, neugotische Friedhofskapelle, 1937 Umbau und Umwidmung zur Leichenhalle, Renovierung 1970, nach der Anlage des Neuen Friedhofs ab 1977 Umbau zur Gedenkstätte für die in den Weltkriegen gefallenen und vermissten Bürger der Stadt, Fenster (1979) vom Ravensburger Kunsterzieher Jupp Eisele, Leuchter und Tor (1982) aus der Tettnanger Kunstwerkstatt Kober Geschützt nach § 2 DSchG                                                             |    |
|                | Hopfenhalle                                                  | Kaltenberger Straße 8 0-221 (Karte)                                                                                               | 1904              | Dreigeschossiger Fachwerkbau mit massivem Erdgeschoss und Fachwerkobergeschossen; die Halle hat rund 500 Quadratmeter Nutzfläche, verteilt auf Unter-, Erd-, zweimal Ober- und ein Dachgeschoss; im Jahr 2011 ging die Halle in den Besitz der Stadt Tettnang über. Geschützt nach § 2 DSchG |    |
|                | Gefallenendenkmal                                            | Gewann „Kapellenesch“ 0-687 (Karte)                                                                                               | 1814              | Denkmal für dreihundert Gefallene der Befreiungskriege; hochrechteckiges, sich nach oben verjüngendes Ehrenmal mit kleinem Kreuzaufsatz, der 1972 durch eine Kopie ersetzt wurde; das Original befindet sich im Tettnanger Montfort-Museum. Inschrift: Denkmal der im Jahre 1814 aus Frankreich verwundet zurückgekehrten und an diesem Ort beerdigten 300 Krieger gewidmet von 2 Veteranen der Stadt Tettnang. Vernimm Wanderer wir starben fürs Vaterland der Pflicht getreu. RIP Geschützt nach § 2 DSchG                                                             |    |
|                | Ehemalige Wirtschaft „Zum Lamm“                              | Kirchstraße 1 0-186 (Karte) | 1668              | Metzgerei mit Gastwirtschaft, traufenständiger, dreigeschossiger und massive Bau mit einer Fassadengliederung des 19. Jahrhunderts, Ecklisenen und umlaufendes Stockwerksgesims, dient seit 1907 der Familie Forster als Wohn- und Geschäftshaus Geschützt nach § 2 DSchG |    |
|                | Ehemaliges Gasthaus „Kreuz“                                  | Kirchstraße 10 0-201/13 (Karte)                                                                                                   | 1686              | Der stattliche, giebelständige, dreigeschossige, heute verputzter Fachwerkbau mit massivem Erdgeschoss diente der traditionsreichen Schildwirtschaft an der alten Poststraße nach Ravensburg; die jetzige Außengestaltung einschließlich der klassizistischen Türeinfassung entstand beim Umbau, vermutlich 1879. Geschützt nach § 2 DSchG |    |
|                | Haus „Lott“                                                  | Kirchstraße 18 0-201/4 (Karte) | 1879              | kubischer, zweigeschossiger Bau mit Mansarddach und Seitenerker, wurde 1910 in Anlehnung an den Jugendstil neu gestaltet, dabei entstand der überhöhte Frontgiebel mit Heiligendarstellung über dem Mittelrisalit, im Haus sind wesentliche Teile der Jugendstil-Ausstattung erhalten, vom Oberamtsbaumeister Johann Baptist Rapp für die Witwe des Kreuzwirts Xaver Lott erbaut. Geschützt nach § 2 DSchG |    |
|                | Haus „Munding“                                               | Kirchstraße 22 0-201/3 (Karte) | 1879              | zweigeschossiger Putzbau mit hohem Sockel und Mansardenvollwalmdach, das symmetrische, dreiachsige Gebäude ist ein typisches Beispiel für die Architekturvorstellung und die Ausfahrtsstraßenbebauung in Tettnang im späten 19. Jahrhundert, vom Oberamtsbaumeister Johann Baptist Rapp, für den Stadtschultheißen Max Munding errichtet Geschützt nach § 2 DSchG |    |
| Weitere Bilder | Pfarrkirche St. Gallus                                       | Kirchstraße 24 0-225/3 (Karte) | 1858/60           | Pfarrkirche mit Vorgängerbauten (archäologische Befunde) Von einer über heimatgeschichtliche Belange hinausreichenden Interesse sind diese Bodenurkunden nicht zuletzt deswegen, weil sie die Annahme eines in das 9. Jahrhundert zu datierenden Ursprungs der Kirche – Indikatoren dafür sind das Gallus-Patrozinium und die Erwähnung Tettnangs im Jahr 882 anlässlich einer Schenkung des Klosters St. Gallens – bestätigen könnten und somit auch Material zur Erforschung des früh- und hochmittelalterlichen Kirchenbaus liefern dürften. Geschützt nach § 2 DSchG |    |
|                | Pfarrhaus                                                    | Kirchstraße 28 0-227/1 (Karte) | 1914              | Zweigeschossiger Rechteckbau mit großem, weit überstehendem Walmdach, zwei polygonalen Eckerkern sowie Wanderker in der Mittelachse. Geschützt nach § 2 DSchG |    |
|                | Villa „Locher“                                               | Lindauer Straße 16 0-1413/2 (Karte)                                                                                               | 1925/26           | Zweigeschossiger Rechteckbau mit originalem Grobputz, Vollwalmdach sowie Portikus, darüber liegendem Balkon, Vorhalle und einer Eingangstür mit flankierenden Figurennischen. Geschützt nach § 2 DSchG | BW |
|                | Haus „König“                                                 | Lindauer Straße 19 0-58/2 (Karte)                                                                                                 | 1885              | Zweigeschossiger Putzbau mit hohem Sockel und Mansardenvollwalmdach mit symmetrischer dreiachsiger Fassade und mittigem, von Akroterien sowie geflügeltem Löwen bekröntem Eingangsportal, ehemaliges „Bureau- und Wohnhaus“, im Auftrag von Johann Georg König, dem sogenannten „Hopfenkönig“ von Oberamtsbaumeister Johann Baptist Rapp erbaut, König (1842–1901) war bedeutender Holz- und Hopfenhändler, Immobilienmakler und Fabrikant, das Haus war später im Besitz des Landratsamtes und ist seit 1987 Eigentum der Stadt Tettnang. Geschützt nach § 2 DSchG      |    |
|                | Ehemaliges Oberamtskrankenhaus                               | Lindauer Straße 48 0-1449 (Karte)                                                                                                 | 1884–1886         | erbaut durch den international anerkannten Stuttgarter Architekten Emil Otto Tafel (1838–1914), als Zentralbau zählt das Gebäude zu den architektonisch fortschrittlichsten Krankenhausbauten des 19. Jahrhunderts, gründliche Sanierung 1993, heute sind hier die städtische Musikschule und eine Grundschule zu Hause. Geschützt nach § 2 DSchG |    |
|                | Wohnhaus                                                     | Loretostraße 1 0-29 (Karte) | Mitte 19. Jh.     | Massiver, zweigeschossiger Bau mit hohem Sockelgeschoss, symmetrischer fünf- bzw. sechsachsiger Gliederung, hochgelegenem Mitteleingang und Vollwalmdach. Geschützt nach § 2 DSchG |    |
|                | Alte Kaserne                                                 | Loretostraße 3 0-1410/5 (Karte)                                                                                                   | 1851              | Erstes Fabrikgebäude der Stadt, von Seidenfabrikant Richard Gessler erbaut, bis 1894 Seidenweberei im Obergeschoss und Weiterverarbeitung der Stoffe im Erdgeschoss, nach Umbau ab 1899 Wohngebäude für Arbeiter der Dampfsägerei und Kistenfabrik Gebrüder Locher, wegen der Wohnflächen auf engstem Raum „Kaserne“ genannt; Renovierung 1985–1987 Geschützt nach § 2 DSchG |    |
| Weitere Bilder | Loretokapelle                                                | Loretostraße 18 0-1403 (Karte) | 1624              | eines der ganz raren Bauwerke im Land, das während des Dreißigjährigen Kriegs entstand, von der Gräfin Euphrosina von Waldburg-Wolfegg gestiftet, rege als Wallfahrtskirche frequentiert, kam es zwischen 1692 und 1694 zu einer bemerkenswerten Erweiterung mit dreiseitigem Umgang über profilierten Holzstützen, damals erhielt die Kapelle ihren heutigen Zuschnitt, 1900 neogotische Umgestaltung. Geschützt nach § 28 DSchG |    |
| Weitere Bilder | Neues Schloss                                                | Montfortplatz 1 0-3/1 0-15, 0-18 0-20/6, 0-22 (Karte)                                                                             | 1667              | Neues Schloss mit mittelalterlichen Vorgängerbauten, auf einem Höhenrücken am Rande des Schussentals errichtet, mit Parkanlagen, Zerstörung im Dreißigjährigen Krieg, repräsentativer Neubau ab 1667 als dreigeschossige Vierflügelanlage Geschützt nach § 28 DSchG |    |
|                | Ehemaliges Wachthaus                                         | Montfortplatz 2 0-3/4 0-19, 0-19/1 0-144, 0-147 (Karte)                                                                           | um 1720           | eingeschossig als Wachthaus des neuen Schlosses erbaut (architektonisch als Kavaliershaus bezeichnet), im 19. Jahrhundert aufgestockt und in Privatbesitz übergegangen, hier wohnte Ende des 19. Jahrhunderts der Arzt, Heimatforscher und Ehrenbürger der Stadt, Hofrat Dr. Albert Moll. - Teil der Sachgesamtheit „Wachthaus“, siehe unten Geschützt nach § 2 DSchG |    |
| Weitere Bilder | Kapelle St. Georg                                            | Montfortplatz 3 0-154 (Karte) | 1682              | Kapelle mit spätmittelalterlichem Vorgängerbau, Wiederaufbau nach dem Dreißigjährigen Krieg durch Graf Johann VIII. und die Tettnanger Bürger, Altar aus der Werkstatt des Josef Anton Feuchtmayer in Mimmenhausen, seit 1436 Sitz eines Kaplans Geschützt nach § 28 DSchG |    |
|                | Kriegerdenkmal                                               | vor Montfortplatz 3 0-154 (Karte)                                                                                                 | 1872              | graugrüner Sandstein in klassizistischer Form mit Eckpilastern, Dreiecksgiebeln und Obelisk für die sieben Tettnanger Gefallenen des Deutsch-Französischen Krieges 1870/71: Alois Brugger, Gebhard Fuchs, Ferdinand Gierer, Gustav Kramer, Roman Lanz Gebhard Osswald und Joh. Goerg Sziler; Entwurf des Stuttgarter Architekten Carl Friedrich Beisbarth (1809–1878), Inschriften: Aus DanKbarKeit gewidmet den Gefallenen i. Kriege 1870–1871, Woerth Metz Sedan sowie Strasburg Paris Champiģny. Geschützt nach § 2 DSchG                                             |    |
| Weitere Bilder | Rathaus / Altes Schloss                                      | Montfortplatz 7 0-152/1 (Karte)                                                                                                   | 1667              | dreigeschossiges, verputztes Gebäude mit Staffelgiebel, unter Graf Johann X. von Montfort-Tettnang (*1627 1686) durch den Vorarlberger Baumeister Michael Kuen erbaut, seit 1904 im Besitz der Stadt und Umbau durch Eisenlohr & Weigele zum Rathaus, über dem Portal das Allianzwappen von Johann X. (Mitte) und seinen beiden Gemahlinnen Maria Anna Eusebia von Königsegg-Aulendorf (links) und Maria Anna Katharina von Sulz (rechts) Geschützt nach § 28+12 DSchG                                                                                                   |    |
|                |                                                              | Montfortstraße 1 |                   | * Teil der Sachgesamtheit „Stadtbefestigung“ Geschützt nach § 2 DSchG |    |
|                | Wohn- und Geschäftshaus                                      | Montfortstraße 16 0-146/7 (Karte)                                                                                                 | 2. Hälfte 17. Jh. | Traufenständiges, zweigeschossiges, massiv errichtetes Bürgerhaus mit hohem Erdgeschoss und einem alten Laubengang mit Eselsrückenprofil an der Rückseite. Geschützt nach § 2 DSchG | BW |
|                | Wohnhaus / Ehemalige „Wacht am Rhein“                        | Montfortstraße 34 (Karte) | 16. Jh            | eines der wenigen Gebäude, das den Stadtbrand 1633 überstand, im 18. Jahrhundert beherbergte das Haus eine Metzgerei, 1872 wurde hier erstmals eine Gaststätte eröffnet, die in jenen patriotischen Jahren den Namen „Wacht am Rhein“ erhielt, seit 2003 Restaurant „Brünnle“. Geschützt nach § 2 DSchG |    |
|                |                                                              | Montfortstraße 35 |                   | * Teil der Sachgesamtheit „Stadtbefestigung“ Geschützt nach § 2 DSchG |    |
|                |                                                              | Montfortstraße 37 |                   | * Teil der Sachgesamtheit „Stadtbefestigung“ Geschützt nach § 2 DSchG |    |
| Weitere Bilder | Ehemaliges Tor- und Stadtschloss                             | Montfortstraße 41 0-185, 0-187-188 (Karte)                                                                                        | 12. Jh.           | Ehemaliges Tor- und Stadtschloss mit Vorgängerbau und Kapelle, als Wohngebäude Mitte des 16. Jahrhunderts neu errichtet, Anbau der Kapelle 1578. Das Tor sicherte den Zugang der sich entwickelnden Stadt und beherrschte die östlich gelegene Kreuzung der Handelsstraßen Wangen–Friedrichshafen bzw. Lindau–Ravensburg. - Teil der Sachgesamtheiten „Stadtbefestigung“, siehe oben, und „Torschloss“ Geschützt nach § 28 DSchG |    |
|                | Tankstelle                                                   | Ravensburger Straße 8 0-582/5 (Karte)                                                                                             | um 1950           | durch die Deutsch-Amerikanische Petroleum Gesellschaft (DPAG) errichtet, das Tankwart- und Kundenhaus mit abgerundeten Ecken und um die Ecken herumgezogenem Schaufensterband, die dünne Dachhaut über die Zapfanlagen hinweggezogen und auf einer pilzartigen Säule ruhend, besitzt durch unveränderte Architektur Seltenheitswert. Geschützt nach § 2 DSchG | BW |
|                | Kapelle St. Anna                                             | St.-Anna-Straße 9 0-1509/1 (Karte)                                                                                                |                   | ältestes sakrales Gebäude der Stadt, von Ulrich VII. von Montfort-Tettnang und seiner Frau Magdalena in der Hoffnung auf einen männlichen Nachkommen gestiftet und reich ausgestattet: spätgotisches Netzrippengewölbe und Wappen der Monforter und Öttinger, im 19. Jahrhundert verwahrlost und als Scheune sowie Stall benutzt, 1949/52 und 1971 restauriert, erneute Benediktion 1952. Geschützt nach § 2 DSchG |    |
|                | Messmerhaus                                                  | St.-Anna-Straße 12 0-1503 (Karte)                                                                                                 | 17. Jh.           | bereits 1482 Standort des Siechen- und Leprosenhauses der Stadt Tettnang für unheilbare, lepra- und pestkranke „Aussätzigen“, heutige, eingeschossiges Gebäude aus dem 17. Jahrhundert, mit weit vorstehenden Dach und massivem Erdgeschoss, Sichtfachwerkgiebel und erhöht gelegenem Hauseingang, seit 1730 Mesnerwohnung, ein früher angebauter Wirtschaftsteil mit Stall und Scheune ist nicht mehr vorhanden. Geschützt nach § 2 DSchG |    |
|                | Spitalkapelle St. Johann                                     | St.-Johann-Weg 1 0-1435/8 (Karte)                                                                                                 | 1659              | Standort der ältesten Kapelle Tettnangs, erstmals 1364 erwähnt, Neubau der zerfallenen Kapelle 1627 durch Graf Hugo XVII. aufgrund eines Gelübdes nach der Geburt eines Stammhalters, Zerstörung im Dreißigjährigen Krieg; heutiger frühbarocker Bau von 1659 mit fast klassizistisch karger Westfassade mit markantem viereckigem Uhrentürmchen und einer geradezu üppig runden Ostseite mit Chorapsiden auf Kleeblatt-Grundriss, bedeutende Kapläne waren Michael von Jung und Adolf Aich. Geschützt nach § 28+12 DSchG                                                |    |
|                | Ehemaliges Spital St. Johann (Kaplaneihaus)                  | St.-Johann-Weg 2 0-1435 (Karte)                                                                                                   | um 1730           | Das 1489 in der Stadt gegründete Spital zum Heiligen Geist wurde um 1729 in dieses Gebäude verlegt, war Armen- und Altenheim sowie Herberge für durchreisende Kranke; nach dem Bau des Oberamtskrankenhauses 1886 Wöchnerinnenstation bis Ende der 1950er Jahre und Altenheim bis 1972; die Kapläne von St. Johann haben entgegen der heutigen Bezeichnung nicht hier gewohnt. Geschützt nach § 28+12 DSchG |    |
|                | Kavaliersgebäude                                             | Schlossstraße 2 (Karte) | um 1720           | als eingeschossiges Wachthaus erbaut, architektonisch als Kavaliershaus bezeichnet, im 19. Jahrhundert aufgestockt und in Privatbesitz übergegangen, hier befand sich Anfang des 20. Jahrhunderts das Café Montfort. - Teil der Sachgesamtheit „Wachthaus“, siehe oben Geschützt nach § 2 DSchG |    |
|                | Wohnhaus                                                     | Schlossstraße 3 0-110/1 (Karte)                                                                                                   | 1775              | Einziges erhaltenes spätbarockes Wohnhaus in Tettnang aus der Zeit der Grafen von Montfort; erbaut 1775 in markanter Ecklage zum Schloss hin, wahrscheinlich für einen Montfortschen Hofbeamten konzipiert; gleichartiges Eckhaus bis 1871 am Ende der Straßenzeile, dazwischen stand bis 1872 die ehemalige gräfliche Reitschule. Geschützt nach § 2 DSchG |    |
|                | Ehemaliges Forsthaus                                         | Schützenstraße 5 0-20/6 (Karte)                                                                                                   | 1902/03           | Nach Plänen des zuständigen königlichen Bezirksforstamtes Ravensburg als Forstamtsgebäude mit Dienstwohnung erbaut, zweigeschossiges Gebäude auf hohem Sockel mit Mansarddach und Mittelrisaliten, durch aufgeputzte Ecklisenen und fein profilierte Gesimse gegliedert, seit 2007 im Besitz der Stadt, heute Kraftfahrzeug-Zulassungsstelle, Städtische Galerie und Geschäftsstelle des Förderkreises Heimatkunde. Das zugehörige, eingeschossige und verputzte Nebengebäude diente als Pferdestall und Wagenremise. Geschützt nach § 2 DSchG                           |    |
|                | Ehemaliges Schießhaus                                        | Schützenstraße 9 0-20/7 (Karte)                                                                                                   | 1736              | An Stelle eines 1735 abgebrannten Gartenhauses wurde an der westlichen Abschlussmauer des Schlossgartens das so genannte Schießhaus – ein dreiachsiger, eingeschossiger Mittelpavillon mit seitlich je einem zurücktretenden Flügel mit konkav geschwungenen Vollwalmdächern und siebzehn Rundbögen an der Schauseite – gebaut und am 15. Oktober 1736 eingeweiht. Geschützt nach § 2 DSchG |    |
|                | Ehemaliges Montfortsches Amtshaus                            | Schulstraße 4 0-152 (Karte) | 1688              | Stattlicher, zweigeschossiger, siebenachsiger und massiver Rechteckbau mit Staffelgiebeln; die Ähnlichkeiten mit dem Alten Schloss deuten auf den gleichen Vorarlberger Baumeister Michael Kuen hin. Bemerkenswert: Firstbelüftung wie am Alten Schloss in Form des gräflichen Wappens, der Montfortfahne; seit 1837 im Besitz der Familie Bueble. - Teil der Sachgesamtheit „Stadtbefestigung“, siehe oben Geschützt nach § 2 DSchG | BW |
|                | Wohnhaus                                                     | Schulstraße 5 0-151 (Karte) | spätes 17. Jh.    | Traufenständiger, massiver, zwei- bis dreigeschossiger Bau mit Staffelgiebel sowie hölzernem Kastengesims und ehemals großen Rundbogeneingängen im hohen Erdgeschoss. - Teil der Sachgesamtheit „Stadtbefestigung“, siehe oben Geschützt nach § 2 DSchG | BW |
|                | Wohnhaus                                                     | Schulstraße 6 0-144/1 (Karte) | spätes 17. Jh.    | Ehemaliges Kaplaneihaus von St. Anna; traufenständiger, zweigeschossiger, massiver Bau mit barockem Kehlgesims sowie liegender Dachstuhlkonstruktion, Gewölbekeller und Stuckrahmendecken. - Teil der Sachgesamtheit „Stadtbefestigung“, siehe oben Geschützt nach § 2 DSchG | BW |
|                |                                                              | Schulstraße 7 |                   | * Teil der Sachgesamtheit „Stadtbefestigung“, siehe oben Geschützt nach § 2 DSchG |    |
|                |                                                              | Schulstraße 8 |                   | * Teil der Sachgesamtheit „Stadtbefestigung“, siehe oben Geschützt nach § 2 DSchG |    |
|                |                                                              | Schulstraße 9 |                   | * Teil der Sachgesamtheit „Stadtbefestigung“, siehe oben Geschützt nach § 2 DSchG |    |
|                | Ehemaliges Schulhaus                                         | Schulstraße 10 0-137 (Karte) | wohl 16. Jh.      | Traufenständiges, ursprünglich zweigeschossiges Fachwerkgebäude mit hohem Erdgeschoss und Seitenflurgrundriss; Deutsche Schule von 1570 bis 1783 im Erdgeschoss, Lehrerwohnung im 1. Obergeschoss. 1730 wurde die Wohnung für den Organisten aufgestockt. Infolge der Einführung der allgemeinen Schulpflicht erfolgte 1783 die Verlegung der Schule ins Torschloss-Gebäude. Danach Näh- und Landwirtschaftsschule. - Teil der Sachgesamtheit „Stadtbefestigung“, siehe oben Geschützt nach § 2 DSchG                                                                    |    |
|                | Wohnhaus                                                     | Schulstraße 11 0-136 (Karte) | um 1600           | Kleines, traufenständiges, zweigeschossiges, heute verputztes Fachwerkhaus mit stehender Dachstuhlkonstruktion - Teil der Sachgesamtheit „Stadtbefestigung“, siehe oben Geschützt nach § 2 DSchG | BW |
|                | Wohnhaus                                                     | Schulstraße 12 0-135 (Karte) | vor 1700          | Traufenständiges, dreigeschossiges Bürgerhaus mit massivem Erdgeschoss und heute verputztem vorkragendem Fachwerk im Obergeschoss sowie Aufsatzgaube - Teil der Sachgesamtheit „Stadtbefestigung“, siehe oben Geschützt nach § 2 DSchG | BW |
|                | Abgegangene Papiermühle                                      | Tobelstraße 28 (ehem.) (Karte) |                   | 1716 wird dem Papierer Matthäus Weber zu Tettnang durch Graf Anton von Montfort die Papiermühle samt Krautgarten und Wiesplatz verliehen; das unterhalb der Untermühle gelegene Gebäude scheint bald darauf abgegangen zu sein, denn schon 1736 wird die „alte Papiermühle“ der montfortschen Landschaft als Kaserne überlassen, nach Abbruch nur noch frühneuzeitlicher Bodenfunde Geschützt nach § 2 DSchG | BW |
|                | Obermühle mit Mühlkanal                                      | Wangener Straße 20 0283/3 und 0282/7 (Karte)                                                                                      |                   | Die Mühle mit dem Weiher wurde 1393 erstmals im Zusammenhang mit der Morgengabe für Anne von Waldburg erwähnt und ist somit die älteste Mühle in Tettnang; der zweigeschossige Bau mit weit überstehendem Satteldach und die zugehörigen landwirtschaftlichen Gebäude waren montfortsches, später österreichisches Lehen; seit 1960 im Besitz der Familie Haug; Mühleneinrichtung von 1843 und aus den 1920er Jahren. Geschützt nach § 2 DSchG |    |
| Weitere Bilder | Uhland-Schule mit Jahn-Turnhalle                             | Weinstraße 4 0-673 (Karte) | 1912/14           | von Stadtbaumeister Wenzler erbaut für anfänglich acht Volksschulklassen, sowie die seit 1816 bestehende Lateinschule und die 1845 gegründete Realschule, das 30 Meter lange und 14 Meter breite Turnhallengebäude schließt sich durch einen Verbindungsgang im Norden an, beide Gebäude weisen barocke Architekturmerkmale auf. Geschützt nach § 2 DSchG |    |

### Ortsteil Weiler
| Bild           | Bezeichnung             | Lage                                                  | Datierung         | Beschreibung | ID |
| -------------- | ----------------------- | ----------------------------------------------------- | ----------------- | --- | -- |
|                | Ehemaliges Kloster      | Argenhardt 1, 1a, 2, 2a-c 0-3055/5 0-3059 (Karte)     | 1355              | Ehemaliges Kloster mit Vorgängerbauten, von Montfort Graf Heinrich III. 1359 der Ordensgemeinschaft der Pauliner überlassen, Neubau der Kapelle im frühen 15. Jahrhundert, 1787 Klosterrechte aufgehoben und als Bauernhof verkauft, nach einer Gutsteilung wird 1829 die an das ehemalige Bruderschaftsgebäude anstoßende Wendelinskapelle zu einem Wohn- und Ökonomiegebäude umgewandelt. Geschützt nach § 2 DSchG                                       |    |
|                | Kleinbauernhaus         | Baumgarten 5 0-2825/9                                 | spätes 18. Jh.    | traufenständiges, eingeschossiges und verputztes Einhaus mit breitrechteckigen Fenstern, massivem Wohnteil und Fachwerk im Ökonomiebereich Geschützt nach § 2 DSchG |    |
|                | Lourdesgrotte           | Brünnensweiler, Gewann „Erlenhölzle“ 0-2488 (Karte)   | Ende 19. Jh.      | Künstliche Felssteingrotte mit bemalten Gipsfiguren der Muttergottes und der knienden Bernadette. Geschützt nach § 2 DSchG |    |
|                | Bildstock               | Hagenbuchen, Gewann Barbarabildbogen 0-3058/1 (Karte) | um 1780           | Bildstock auf gemauertem, verputztem Sockel mit Nische; darin eine auf Holz gemalte Barbaradarstellung mit Wappen der Montforter und Inschrift „Hl. Barbara! O hl. Barbara du edle Braut. Dir sei Leib u. Seele anvertraut. Sowohl im Leben als im Tod. Komm uns zu Hilf in letzter Not und reich mir vorm letzten End das allerheiligste Sakrament. Vater unser …“ Geschützt nach § 2 DSchG                                                               |    |
|                | Abgegangene Einsiedelei | Hagenbuchen, Gewann Barbarabildbogen                  | vor 1359          | ehemalige klösterlichen Zelle im Wald mit Haus und Weiher, Anfang des 16. Jahrhunderts in den Besitz derer von Montfort übergegangen, erscheint 1714 als montfortsches Schupflehen, im Urkatasterplan des 19. Jahrhunderts ist das aus Wohnteil und Ökonomie bestehende Bruder-Haus verzeichnet Geschützt nach § 2 DSchG |    |
|                | Villa mit Ausstattung   | Kaltenberg 2 0-2401/1 (Karte)                         | 1875              | Ein- bis zweigeschossiges Wohnhaus mit repräsentativem Eingangsportal, zwei spitzbogigen Fenstern und einer Maßwerkrosette am Nordgiebel sowie wertvoller Ausstattung im Inneren: gotisierender Salon, Kachelöfen und gusseiserne Wendeltreppe Geschützt nach § 2 DSchG |    |
|                | Hopfenburg              | Kaltenberg 3 0-2401/1 (Karte)                         |                   | ehemaliges Hopfentrockengebäude, langgestreckter, dreieinhalbgeschossiger Fachwerkbau mit Mittelrisalit und Dreiecksgiebel sowie zwei mehrgeschossigen Eckerkern, breitem Mittelportal, dachreiterartigen Giebelhäuschen und schmalen, hochformatigen Fenstern; Bauherr – nach Plänen des Werkmeisters N. Rapp – war der aus Stuttgart stammende Israel Friedrich Wirth; am 9. September 1977 fand hier die letzte Darrung statt. Geschützt nach § 2 DSchG |    |
|                | Abgegangene Burg Ried   | Missenhardt bei Nr. 1                                 | (12. Jh.)         | Der Burgstall befindet sich unterhalb der Höfe von Missenhardt, etwa fünfzig Meter südwestlich des Hauses Nr. 1; er zeigt einen unregelmäßigen Grundriss mit einer größten Breite von 24 und Länge von 32 Metern, erste namentlich bekannter Besitzer und möglicherweise auch der Erbauer der Burg ist ein 1116 erwähnter Rupert von Ried, später übereignet an die Grafen von Montfort Geschützt nach § 2 DSchG                                           |    |
|                | Ausgedinghaus           | Neuhalden 1/1 0-1557 (Karte)                          | 2. Hälfte 18. Jh. | Kleiner, zweigeschossiger, heute verputzter Bau mit massivem Erdgeschoss, seitlicher Außentreppe sowie Sichtfachwerkgefüge im Ober und Dachgeschoss Geschützt nach § 2 DSchG |    |
| Weitere Bilder | Ehemalige Riedmühle     | Ried 6 0-2883 (Karte)                                 | 19. Jh.           | als montfortsches Lehen „St. Catharina Guth“ erstmals um 1600 erwähnt, stattlicher, zweigeschossiger, giebelständiger Putzbau, bis Anfang der 1950er Jahre betrieben, nach Verfall Restaurierung und Inbetriebnahme des oberschlächtigen Mühlrads 1985 durch den Förderkreis Heimatkunde. Geschützt nach § 2 DSchG |    |
|                | Hofkreuz                | bei Zimmerberg 3 0-2715 (Karte)                       | 1918              | Hohes Holzkreuz mit rundbogig abgeschlossenem Schutzgehäuse aus Blech und farbig gefasstem Holzkruzifix Geschützt nach § 2 DSchG |    |

### Ortschaft Kau
| Bild | Bezeichnung       | Lage                                 | Datierung | Beschreibung                                                                                             | ID |
| ---- | ----------------- | ------------------------------------ | --------- | --- | -- |
|      | Kreuzigungsgruppe | Kau, Hegenenstraße 6 0-11549 (Karte) | 18. Jh.   | Kreuzigungsgruppe in hochrechteckigem Gehäuse mit farbig gefassten Holzfiguren. Geschützt nach § 2 DSchG |    |

### Ortschaft Langnau
| Bild           | Bezeichnung                                            | Lage                                                         | Datierung        | Beschreibung | ID |
| -------------- | ------------------------------------------------------ | ------------------------------------------------------------ | ---------------- | --- | -- |
|                | Wegkreuz                                               | bei Apflau, Im Ösch 50 0-2901 (Karte)                        | um 1900          | Hohes Holzkreuz mit dekorativ gestaltetem Schutzgehäuse aus Holz sowie einem farbig gefassten Holzkruzifix. Geschützt nach § 2 DSchG |    |
|                | Abgegangene Burg                                       | Apflau, Gewann „Ecken“ (Karte)                               | wohl 13. Jh.     | spornartiger Burghügel noch sichtbar, 1244 mit einem Ulrich als Zeuge eines bei der Burg Schmalegg stattfindenden Urkundengeschäfts erstmals genannt und 1340 mit einem Rudolph de Aphlow zum letzten Mal in Erscheinung getreten Geschützt nach § 2 DSchG |    |
|                | Gutsgasthof Badhütten                                  | Badhütten 1 0-4158 (Karte)                                   | um 1700          | * Hauptgebäude: stattlicher, langgestreckter, zweigeschossiger und massiver Bau mit großem Tanzsaal; 1846 im hinteren Gebäudeteil Brauerei mit repräsentativem Eingangsportal und Radialfenstern. - Mineralbad: aus einer Quelle gespeist, ehemals eine Gräfl. Montfortsche Anstalt Geschützt nach § 2 DSchG |    |
|                | Abgegangene Burg                                       | Bleichnau, Gewann „Meerholz“ (Karte)                         |                  | unmittelbar am Steilabfall in das Argental, eine ausgedehnte von Gräben umgebene Burgstelle mit einer Gesamtlänge von etwa einhundert Metern, ragt bis zu neun Meter auf, ein rechteckiger Grundriss mit einer Länge von 21 Meter und einer Breite von neun bis zehn Metern an der Oberfläche erkennbar, keine Spuren einer Bebauung mehr vorhanden. Geschützt nach § 2 DSchG |    |
|                | Wohnhaus                                               | Busenhaus 2 0-629                                            | Mitte 18. Jh.    | Heute verputzter, eingeschossiger Sichtfachwerkbau mit hohem, massive Sockel sowie segmentbogigem Hauseingang. Geschützt nach § 2 DSchG |    |
|                | Kapelle „St. Maria“                                    | Dentenweiler 14 0-1915 (Karte)                               | 1706             | Kleiner, verputzter Rechteckbau mit kleinen, flachbogigen Fenstern und segmentbogigem Eingang mit gemauertem Kreuz, 1706 gestiftet, 1866 erneuert. Geschützt nach § 2 DSchG |    |
|                | Backhaus                                               | bei Echetweiler 1 0-1521/2                                   | 18. Jh.          | Kleiner, in Bruchsteinmauerwerk errichteter Rechteckbau mit sorgfältig gequadertem Kamintrichter im Inneren. Geschützt nach § 2 DSchG |    |
|                | Bauernhaus                                             | Götzenweiler 3 0-1394                                        | 1696             | Eingeschossiges Einhaus mit zweiläufiger Freitreppe und vorkragendem Ostgiebel, heute verputztem Wohnteil und einer Wohnstube mit dreiteiligen, erneuerten Fensterbändern. Geschützt nach § 2 DSchG |    |
|                | Eiserne Hängebrücke                                    | bei Heggelbach 2 0-2477 0-3755 (Karte)                       | frühes 20. Jh.   | Steg über die Argen von etwa vierzig Meter Spannweite mit Spiralseilkabeln als Hängegurte und Betonwiderlagern. Geschützt nach § 2 DSchG |    |
|                | Neues Pfarrhaus                                        | Hiltensweiler, Bleichnauer Straße 3 0-1150 (Karte)           | um 1795          | Repräsentativer, massiver, zweigeschossiger Bau mit hochformatigen sandsteingefassten Fenstern, symmetrischer Fassade sowie Vollwalmdach und herausragender Ausstattung, unter anderem Türgestelle aus Nussholz mit Einlegearbeiten; gebaut aus dem Abbruchmaterial des ehemaligen Klosters Langnau. Geschützt nach § 2 DSchG |    |
|                | Wegkreuz                                               | bei Hiltensweiler, Bleichnauer Straße 11 0-1163 (Karte)      | spätes 19. Jh.   | Einfaches Holzkreuz mit Akroterien geschmücktem Schutzdach aus Blech sowie farbig gefasstem Holzkruzifix. Geschützt nach § 2 DSchG |    |
| Weitere Bilder | Pfarrkirche St. Dionysius                              | Hiltensweiler, Dorfstraße 3 0-1140 (Karte)                   | 1516             | Pfarrkirche St. Dionysius mit Vorgängerbauten, einschiffiger Rechteckbau mit eingezogenem, dreiseitig schließendem Chor und krüppelwalmdachgedecktem mittelalterlichem Turm, 1736 barockisiert, samt ummauertem Kirchhof, archäologische Befunde und Funde sind noch heute zu erwarten und können Hinweise zur Entstehungszeit und weiteren Geschichte der 1194 erstmals erwähnten Kirche vermitteln. Geschützt nach § 2 DSchG |    |
|                | Abgegangener Ortsadelssitz                             | Hiltensweiler, Gewann „Hennenbühl“                           | vermutl. 12. Jh. | im Gelände nur noch schwach sich abzeichnende Burgstelle Geschützt nach § 2 DSchG |    |
|                | Abgegangene Siedlung                                   | Iglerberg, Gewann „Schoos“                                   |                  | Die rund 1,4 Kilometer südwestlich des heutigen Weilers Iglerberg im Gewann Schoos gelegene Siedlung wird 1380 erstmals erwähnt: damals übergibt Graf Heinrich IV. von Montfort den Hof „uff der Schooß“ an das Paulinerkloster Argenhardt; 1598 wird in einem Besitzverzeichnis der Zelle Argenhardt zwischen „Ober-“ und „Unterschoß“ unterschieden, 1787 wird der aus Haus, Stadel und Ofenkuchel (Backhaus?) bestehende Hof als sehr baulos bezeichnet, 1865, nun im Besitz des Staates, wird der Hof abgebrochen. Geschützt nach § 2 DSchG |    |
|                | Lourdesgrotte                                          | neben Laimnau, Argentalstraße 60 0-2031 (Karte)              |                  | Künstliche Felssteingrotte mit bemalten Gipsfiguren der stehenden Muttergottes und der knienden Bernadette. Geschützt nach § 2 DSchG |    |
|                | Ehemaliges katholisches Pfarrhaus                      | Laimnau, Fischerweg 1 0-2006                                 | 1701             | Zweigeschossiger, massiver Baum mit leicht vorkragendem, heute verputztem Fachwerkobergeschoss, vorspringendem Ostgiebel sowie sandsteingefassten Fenstern an der westlichen Giebelwand. Geschützt nach § 2 DSchG |    |
|                | Gefallenendenkmal                                      | bei Laimnau, Fischerweg 5 0-2005 (Karte)                     | 1921             | Denkmal für die Gefallenen des Ersten Weltkriegs, aus der Werkstatt des Josef Brüder, halbrunde Felsstein-Kulissenlandschaft mit betendem Soldaten und Namenstafeln, nach dem Zweiten Weltkrieg ergänzt. Geschützt nach § 2 DSchG |    |
|                | Altes Schulhaus                                        | Laimnau, Peter-und-Paul-Platz 2 0-2010 (Karte)               | 1834             | stattlicher, zweigeschossiger, langgestreckter, massive Baum mit Vollwalmdach sowie sechsachsiger Fassade, hochformatigen Fenstern und umlaufendem hölzernem Traufgesims Geschützt nach § 2 DSchG |    |
|                | Pfarrkirche St. Peter und Paul                         | Laimnau, Peter-und-Paul-Platz 4 0-2007 (Karte)               | 1466             | Pfarrkirche mit Vorgängerbauten, romanischer Chorseitenturm und eingezogener, dreiseitig schließender Chor, 1466 Neu- und Umbaumaßnahmen, im 17. und frühen 18. Jahrhundert barockisiert; das Langhaus wurde 1966 durch einen Neubau ersetzt, Geschützt nach § 28 DSchG |    |
|                | Gasthaus „Zum Ritter“                                  | Laimnau, Ritterstraße 5 0-2023 (Karte)                       | 1726             | Stattliches, zweigeschossiges Dorfgasthaus mit Sichtfachwerk im Obergeschoss. Anton Dillmann übernahm am 2. Juli 1917 das Haus, gab es 21 Jahre später an seine Tochter Frida weiter; 1968 kam das Haus in den Besitz der Tettnanger Familie Tauscher; 2007 übernahm das Ehepaar Köppl den Gasthof und ließ ihn gründlich renovieren. Geschützt nach § 28 DSchG |    |
| Weitere Bilder | Ehemalige Wehranlage                                   | Laimnau, Gewann „Drachenstein“ (Karte)                       | Mitte 15. Jh.    | Oberhalb, etwa fünfhundert Meter nördlich von Laimnau, rund 130 Meter lang, die von Gräben und Wällen umfasste Innenfläche bildet einen etwa viereckigen Grundriss mit stark abgerundeten Ecken; ihre größte Breite beträgt achtzehn, die maximale Länge 53 Meter Geschützt nach § 2 DSchG |    |
|                | Abgegangener Hof                                       | Laimnau, Gewann „Keßlerberg“                                 | 15. Jh.          | als „kesslerin vff dem berg“ 1454 erwähnt, Hofgebäude erscheinen auch auf den Karten des Johann Jacob Heber von 1701 und 1721, sind aber wohl bald darauf abgegangen, im Urkataster nicht mehr durch den Flurnamen bezeugt Geschützt nach § 2 DSchG |    |
|                | Kapelle St. Maria                                      | Muttelsee 32 0-1422                                          | um 1700          | Kleiner, verputzter Rechteckbau mit einfachem Traufgesims aus Holz und schulterbogenartigem Eingang. Geschützt nach § 2 DSchG |    |
| Weitere Bilder | Ehemaliges/abgegangenens Paulinerkloster               | Oberlangnau, Argenstraße 6 und 10 zwanzig Flurstücke (Karte) | 1480             | aus einer Kapelle von 1355 von den Waldbrüder zu einem Kloster erweitert, 1631 ist der letzte Prior nachweisbar, 1672 wurde Argenhardt mit Langnau vereinigt, 1786/87 erfolgte Auflösung des Klosters, als Erbpachtgut verkauft und 1829 in zwei Teile getrennt, Schiff der Kapelle wurde zu Stall und Scheuer, der Chor zu einem Wohnhaus, ehemaliges zweistöckiges Hauptgebäude und die Kapelle mit halbrundem Chorschluss noch erkennbar Geschützt nach § 28 DSchG                                                                           |    |
|                | Ehemaliges Ökonomie- und Gasthaus des Paulinerklosters | Oberlangnau, Klosterstraße 10 und 12 0-238/1 0-239/1         | 1777             | Einst einer Dreiflügelanlage zugehöriges Gebäude, heute zwei parallel zueinander stehende Bauten mit Entlasuntgsbögen über den Fenstern. Geschützt nach § 2 DSchG |    |
|                | Ehemaliger Kelhof des Klosters Langnau                 | Rappertsweiler 1, 1/1 0-4098/1 0-4098/2                      | 17. Jh.          | Langgestrecktes, verbrettertes Einhaus mit weiten Dachüberständen an den Traufen, sprossengeteilten Schiebefenstern, bemalten Fensterläden und aufgedoppelter Rautenmustertür. Geschützt nach § 2 DSchG |    |
|                | Bauernhaus                                             | Rappertsweiler 5 0-3936                                      | 1768             | Eingeschossiges, giebelständiges, heute verputztes Einhaus mit weiten Dachüberständen an den Traufen; Wohnteil mit hohem Sockel, segmentbogigem Hauseingang und aufgedoppelter Rautenmustertür. Geschützt nach § 2 DSchG |    |
|                | Wohnteil eines Bauernhauses                            | Rappertsweiler 8 0-3932/1 0-4085                             | 1700             | Eingeschossiges, traufenständiges Einhaus mit hohem Sockel, weiten Dachüberständen an den Traufen, flachrechteckigen Fenstern sowie geschossweise vorkragendem Südgiebel. Geschützt nach § 2 DSchG |    |
|                | Hofkreuz                                               | bei Rappertsweiler 11 0-4082/1                               | 1919             | Hohes Holzkreuz mit detailreich profiliertem Schutzgehäuse aus Holz, farbig gefasstem Holzkruzifix und den Initialen J. G. Geschützt nach § 2 DSchG |    |
|                | Ehemalige Badhütte                                     | Rappertsweiler 23 0-4089/3                                   | 1700             | Eingeschossiges, heute verputztes Bauernhaus in Fachwerkbauweise, ursprünglich wohl mit Sonderfunktion als öffentliches Badhaus; die Badstube befand sich wohl einst im Holzbalkenkeller unter dem Wohnteil. Geschützt nach § 2 DSchG |    |
|                | Ortskapelle                                            | Rappertsweiler 29 0-4087/1                                   | 1902             | Schlichter, heute verputzter Bau mit kurzem hohem Schiff und je zwei spitzbogigen Fenstern in den lisenengegliederten Längswänden sowie Polygonalchor; Giebelwände mit Ortgangfriesen. Geschützt nach § 2 DSchG |    |
|                | Wohnteil eines Bauernhauses                            | Rattenweiler 1 0-331                                         | 17. Jh.          | Eingeschossiger, heute teilweise verputzter Fachwerkbau mit weiten Dachüberständen an den Traufen und geschossweise vorkragendem Ostgiebel sowie Doppeleingang; der Ökonomieteil wurde 1998 durch einen Neubau ersetzt. Geschützt nach § 2 DSchG |    |
|                | Wegkreuz                                               | bei Rattenweiler 1 0-331                                     | spätes 19. Jh.   | Hohes Holzkreuz mit halbkreisförmigem, verziertem Schutzdach aus Blech und farbig gefasstem Holzkruzifix. Geschützt nach § 2 DSchG |    |
| Weitere Bilder | Ruine „Alt-Summerau“                                   | bei Rattenweiler 3 0-54 0-55, 0-71 0-348 0-349 (Karte)       | 1152             | Die von den Herren von Summerau errichtete Burg ist im Gegensatz zur Namensgebung jünger als die viereinhalb Kilometer argenaufwärts gelegene Burg „Neu-Summerau“; sie kam im Spätmittelalter an die Grafen von Montfort und bei deren Teilung 1309 an die Bregenzer Linie, war dann Sitz gräflicher Vögte und im 16. Jahrhundert von Forstmeistern; im 30-jährigen Krieg zerstört und bis ins 19. Jahrhundert als Steinbruch benutzt, 1963/66 restauriert. Geschützt nach § 28 DSchG                                                           |    |
| Weitere Bilder | Abgegangene Burg                                       | Rattenweiler, Gewann „Davidskäpfle“ (Karte)                  |                  | Reste einer mittelalterlichen Turmhügelburg, durch Hangrutschungen im Norden gestört, nur noch Aufschüttungen erkennbar, die auf das Bauwerk schließen lassen Geschützt nach § 2 DSchG |    |
|                | Bauernhaus                                             | Reichen 1 0-2670                                             | 19. Jh           | Langgestreckter, zweigeschossiger Putzbau mit Widerkehr, einläufiger Freitreppe und breitem Segmentbogeneingang sowie aufwendigem Holzgefüge im Ökonomiebereich. Geschützt nach § 2 DSchG |    |
|                | Ehemaliges Gasthaus                                    | Rudenweiler 1 0-1722                                         | 1786             | Stattlicher, eingeschossiger, heute verputzter Bau mit weit überstehendem Dach, einläufiger Freitreppe und Segmentbogenhaustür. Geschützt nach § 2 DSchG |    |
|                | Wohnteil eines Bauernhauses                            | Rudenweiler 10                                               | 17. Jh.          | Eingeschossiges, verputztes Gebäude mit weiten Dachüberständen an den Traufen und am Südgiebel sowie Wohnstube mit Bohlenbalkendecke; Ökonomie um 1997 durch Neubau ersetzt. Geschützt nach § 2 DSchG |    |
|                | Wohnhaus einer Hofanlage                               | Unterlangnau 4 0-126/2                                       | 1824             | Eingeschossiger, massiver Bau mit an den Traufen überstehendem Dach, hochgelegenem Hauseingang, zweiläufiger Freitreppe, Fachwerkgiebeln sowie kleinem oktogonalen Dachreiter mit Glocke. Geschützt nach § 2 DSchG |    |
|                | Eiserner Hängesteg                                     | Unterlangnau 0-27 0-4153 0-4154 (Karte)                      | 1900             | Steg von rund fünfzig Meter Spannweite mit Spiralseilkabeln als Hängegurte und parabelbogigem Betonwiderlager. Geschützt nach § 2 DSchG |    |
|                | Bauernhaus                                             | Unterwolfertsweiler 5 0-3306 (Karte)                         | 18. Jh.          | Giebelständiger, zweigeschossiger, teils massiver, heute verputzter Ständerbalkenbau mit integrierter Schmiedewerkstatt im Erdgeschoss. Geschützt nach § 2 DSchG |    |
|                | Bauernhaus                                             | Unterwolfertsweiler 13 0-3405                                | 1762             | Eingeschossiges Einhaus mit teilverbrettertem Nordgiebel sowie heute verputztem Wohnteil mit hohem Sockel. Geschützt nach § 2 DSchG |    |
|                | Ehemalige frühneuzeitliche Wehranlage                  | bei Wettis 1 (Karte)                                         |                  | Am Südost-Rand des Höhenberges bei Wettis lag die durch Gräben gesicherte Wehranlage mit einem künstlich befestigten, 56 m × 37 m großen Innenraum, das heute abgegangene Bauwerk wird wohl ein im Zuge frühneuzeitlicher Kriege entstandenes Befestigungswerk sein, das eine vom Argental zum Bodensee führende Straße beherrschte und nötigenfalls sperrte, aktuell von archäologischem Interesse Geschützt nach § 2 DSchG |    |
|                | Abgegangene Burg                                       | bei Wettis 3 (Karte)                                         |                  | Am Südufer des Degersees liegt der mittelalterliche Burgberg, der zu den Feldseiten hin durch einen Graben und 74 Meter langen Wall gesichert war, der rund fünf Meter hohe Burghügel zeigt einen quadratischen Grundriss von fünfzehn Meter Seitenlänge; Spuren von Bauwerken sind heute nicht mehr zu erkennen. Geschützt nach § 2 DSchG |    |
|                | Gasthaus „Traube“                                      | Wielandsweiler 4 0-515/1 (Karte)                             | 1795             | Eingeschossiger, heute verputzter Bau mit weit überstehendem Dach, Sichtfachwerkgefüge sowie zweiläufiger Freitreppe und Segmentbogentür. Geschützt nach § 2 DSchG |    |
|                | Bauernhaus                                             | Wiesach 1 0-2662 (Karte)                                     | 18. Jh.          | im typischen Argenaustil errichtet, eingeschossiges und quergeteiltes Einhaus mit Satteldach (Gefachfolge: Wohnteil mit Hausflur–Stall–Remise–Tenne (1838)) durch weite Dachüberstände an den Traufen und am teilverbretterten Westgiebel gekennzeichnet, Wohnteil über hohem Sockel mit von außen zugänglichem Holzbalkenkeller, als Ständerbalkenbau ausgeführt, erhalten sind die geschnitzten Knaggen an den Pfetten sowie der sturzgerade Hauseingang mit einläufiger Treppe und aufgedoppelter Rautenmustertür Geschützt nach § 2 DSchG   |    |

### Ortschaft Tannau
| Bild           | Bezeichnung                                   | Lage                                                    | Datierung    | Beschreibung | ID |
| -------------- | --------------------------------------------- | ------------------------------------------------------- | ------------ | --- | -- |
|                | Wegkreuz                                      | bei Biggenmoos 33 0-728                                 | 1936         | Hohes Holzkreuz mit flachbogigem Schutzdach aus Blech mit farbig gefasstem Holzkruzifix. Nach überstandenem Brand und einer strengen Wirtschaftslage versprach der Grundstückseigner Remigius Altherr aus frommem Sinn und als Bitte um Gottes Segen die Errichtung des Kreuzes. Geschützt nach § 28 DSchG |    |
|                | Kapelle „St. Anna“                            | Flockenbach 9 0-202                                     | 15. Jh.      | Kleiner Rechteckbau mittelalterlichen Ursprungs mit vorgezogenem Satteldach auf zwei Holzsäulen, verbrettertem Giebel und Glockentürmchen; im Inneren eine 72 Zentimeter hohe Figur der Anna selbdritt; 1933 renoviert und 1999 saniert. Geschützt nach § 28 DSchG |    |
|                | Wohnhaus einer Hofanlage                      | Hergottsweiler 1 0-1131                                 | 1907         | Repräsentativer, zweigeschossiger Sichtziegelbau mit Krüppelwalmdach, sandsteineingefassten Fenstern und Eckquaderungen sowie Mittelrisalit mit von Säulen flankiertem Portal, dreiteiliger Fenstergruppe und hölzernem Schwebegiebel. Geschützt nach § 2 DSchG |    |
|                | Hofkreuz                                      | bei Hergottsweiler 1 0-1131                             | 1907         | Aus rotem Sandstein gefertigtes Hofkreuz mit Sockel, rundbogiger Nische und kleiner farbig gefasster Holzfigur des Heiligen Georg sowie Metallkruzifix und gusseiserner Ziereinfriedung. Geschützt nach § 2 DSchG |    |
|                | Mariengrotte                                  | bei Holzhäusern 15/1 0-829                              | um 1906      | Künstliche Felssteingrotte mit betender Marienfigur aus bemaltem Gips. Nach Neubau von Haus und Stadel in Hinterholzhäusern ließ Bauer Zwisler diese Lourdesgrotte aus Tuffsteinen aufbauen. Geschützt nach § 2 DSchG |    |
|                | Gasthof „Stiefel“                             | Holzhäusern 20 0-844/1                                  | 1905         | Eingeschossiger, langgestreckter Bau mit Krüppelwalmen, Schwebegiebeln und großen quadratischen Fenstern sowie zwerchhausartigem Dachausbau (Tanzsaal) über dem Mitteleingang. Geschützt nach § 2 DSchG |    |
|                | Katholisches Pfarrhaus                        | Krumbach 3 0-1542/17                                    | 1849/50      | Massiver, zweigeschossiger Bau auf parallelen Tonnengewölben mit hochgelegenem Mitteleingang, Stockwerkgesims und eingetieften Brüstungsfeldern. Geschützt nach § 2 DSchG |    |
|                | Ehemaliges Schul- und Mesnerhaus              | Krumbach 5 0-1531                                       | 16. Jh       | Im Wohnteil zweigeschossiges Einhaus mit vorkragendem Obergeschoss; im Erdgeschoss die Mesnerwohnung, im Obergeschoss der Schulsaal; die Holzkonstruktion wurde im 19. Jahrhundert verputzt. Geschützt nach § 2 DSchG |    |
|                | Wegkreuz                                      | bei Krumbach 11 0-1510                                  | 19. Jh.      | Hohes Holzkreuz mit drachenförmigem, verziertem Schutzgehäuse aus Holz und farbig gefasstem Holzkruzifix. Geschützt nach § 2 DSchG |    |
| Weitere Bilder | Pfarrkirche St. Georg                         | Krumbach 10 0-1538/1 (Karte)                            | 1709         | Einschiffiges Langhaus mit eingezogenem dreiseitig schließendem Chor und nach Norden angebautem Chorseitenturm, Bilder der Vierzehn Nothelfer und des Kreuzwegs von Andreas Brugger, 1899/1901 nach Westen verlängert, 1907 wurde die Sakristei angebaut, archäologische Funde sind zu erwarten, die Vorgängerbauten der Kirche dokumentieren Geschützt nach § 28 DSchG |    |
|                | Ehemaliges Schulhaus                          | Krumbach 14 0-1530/2                                    | 1842         | Zweigeschossiger, langgestreckter Putzbau mit Vollwalmdach sowie erhöht gelegenem Eingang, hochformatigen, holzeingelassenen Fenstern mit Klappläden und umlaufendem, hölzernem Traufgesims. Geschützt nach § 2 DSchG |    |
|                | Abgegangene Burg                              | Krumbach „Gewann“                                       | wohl 12. Jh. | Die Burg stand nördlich der Kirche, am Rand des gegen Südwesten gerichteten Bergrückens; die Anlage war dreiseitig wohl durch einen Graben geschützt; der steile Burghügel, der noch bis Anfang der 1960er Jahre als solcher zu erkennen war und der bei der Umwandlung des Geländes zu einem Parkplatz stark verebnet wurde, trug Steinbauten, die noch im 19. Jahrhundert als Baumaterial dienten und deren Grundmauern bei den Bauarbeiten 1962 zutagetraten, weiter archäologische Befunde sind nicht auszuschließen' Geschützt nach § 2 DSchG |    |
|                | Wohnhaus und Scheuer einer Hofanlage          | Loderhof 1 uns 1/2 0-506/3 507/1                        | 1898         | * Wohnhaus: repräsentativer, zweigeschossiger Baum mit Krüppelwalmdach, gequadertem Erd- und Obergeschoss in Sichtziegelmauerwerk sowie umlaufenden Gesimsen, markanten Fensterverdachungen und herrschaftlichem Eingangsportal mit Vorbau. - Scheuer: Lagergebäude mit Ziegelmauerwerk im Erd- und Fachwerk im Obergeschoss sowie giebelseitiger Hocheinfahrt. Geschützt nach § 2 DSchG |    |
|                | Wohnhaus                                      | Matzenhaus 1 0-193                                      | 18. Jh.      | Heute verputzter, zweigeschossiger, ursprünglich eingeschossiger Sichtfachwerkbau mit hohem, massiven Sockel, breitrechteckigen Fenstern sowie hochgelegenem Hauseingang mit zweiläufiger Freitreppe. Geschützt nach § 2 DSchG |    |
|                | Wohnhaus                                      | Mehrenberg 2 0-1383                                     | wohl 17. Jh. | Heute verputzter, zweigeschossiger, Ständerbalkenbau mit massiven Sockel und weiten Dachüberständen sowie einläufiger Freitreppe und erhöhtem Eingang. Geschützt nach § 2 DSchG |    |
|                | Bauernhaus                                    | Notzenhaus 7 0-953                                      | 16. Jh.      | Eingeschossiger Ständerbalkenbau mit heute verputztem Wohnteil, hohem Sockel, Firstpfettendachstuhl sowie Wohnstube mit gewölbter Bohlenbalkendecke. Geschützt nach § 2 DSchG |    |
|                | Bauernhaus                                    | Notzenhaus 9 0-948/3                                    | 1699         | Eingeschossiger, giebelständiger, heute überwiegend verputzter Ständerbalkenbau mit hohem Sockel, segmentbogigem Hauseingang mit zweiläufiger Treppe und aufgedoppelter Rautenmustertür; im Inneren eine Stube mit Bohlenbalkendecke. Geschützt nach § 2 DSchG |    |
| Weitere Bilder | Pfarrkirche St. Margaretha                    | Obereisenbach, Kirchweg 9 0-1226/5 (Karte)              | 1703         | Pfarrkirche mit Vorgängerbauten. Der spätmittelalterliche Saalbau mit eingezogenem, dreiseitig schließendem Chor und hohem Chorseitenturm wurde 1703 barockisiert. Mit archäologischen Befunden und Funden ist zu rechnen. Geschützt nach § 28 DSchG |    |
|                | Mariengrotte                                  | bei Obereisenbach, Kirchweg 9 0-1226/5                  | 1900         | Künstliche Felssteingrotte mit betender Marienfigur aus bemaltem Gips. Geschützt nach § 2 DSchG |    |
|                | Ehemaliges katholisches Pfarrhaus             | Obereisenbach, Siggenweiler Straße 10 0-1219            | 1824         | Ein repräsentativer, zweigeschossiger Steinbau mit symmetrischer, fünfachsiger Front und steilem Vollwalmdach sowie hochgelegenem Mitteleingang, hochrechteckigen Fenstern und umlaufendem hölzernem Traufgesims. Geschützt nach § 2 DSchG |    |
|                | Wegkapelle St. Wendelin                       | Obereisenbach, Siggenweiler Straße 39 0-1184            | 19. Jh.      | Kleiner, massiver Rechteckbau mit polygonalem Chorabschluss, Kastengesims am Giebel sowie Segmentbogeneingang mit zweiflügliger Tür; im Inneren ein Altar mit Ölbergszene. Geschützt nach § 2 DSchG |    |
|                | Ehemalige mittelalterliche Befestigungsanlage | Obereisenbach, Gewann „Arlenholz / Schlossbühl“ (Karte) | Ende 17. Jh. | Geschützt nach § 2 DSchG |    |
|                | Hofgut                                        | Schwanden 1, 4 und 5 0-751                              | 1889/1901    | Wohnhaus mit Glockentürmchen, Scheune mit Auffahrtrampe, Hopfenlager und -trockenräume, Backhaus mit vollständiger und intakter Einrichtung (18. Jh.) und Kapelle mit farbig gefasstem Holzkruzifix sowie Figur des Heiligen Nepomuk. Geschützt nach § 2 DSchG |    |
|                | Kirche „St. Martin“                           | Tannau, Neukircher Straße 16 0-83 (Karte)               | 1720         | als Pfarrei Tannau 1275 erstmals erwähnt, Kirche mit Vorgängerbauten, breiter, einschiffiger Saalbau mit eingezogenem, dreiseitig schließendem Chor und mittelalterlichem Chorseitenturm, wurde 1720 auf dem Fundament einer Kapelle von 1121 erbaut, Hauptaltar und Kanzel um 1720 von unbekanntem Künstler, Fresko im Chor und Seitenaltarblätter von Andreas Brugger (1737–1812), Taufstein Mitte 16. Jahrhundert, Deckenbemalung zweite Hälfte des 19. Jahrhunderts, umfangreiche Restaurierung der Kirche 1954. Geschützt nach § 28 DSchG     |    |
|                | Abgegangene Wasserburg mit Mauerresten        | Vorderreute 6/7 (Karte)                                 |              | Auf einer Insel der heutigen Schwarzach (vormals Grenzbach) stand der einstige Adelssitz mit rechteckigem Grundriss (11 m × 9 m), möglicherweise bewohnte ihn der 1309 erwähnte „H. de Ruti miles“. Archäologische Befunde und Funde repräsentieren zusammen mit der sichtbar erhaltenen Mauer wichtige Zeugnisse zur Baugeschichte der Burg Reute. Geschützt nach § 2 DSchG |    |

## Ehemalige Denkmale
| Bild | Bezeichnung           | Lage              | Datierung        | Beschreibung | ID |
| ---- | --------------------- | ----------------- | ---------------- | --- | -- |
|      | Alte Sparkasse        | Montfortstraße 10 |                  | Das zweieinhalbstöckige, aus dem 16. Jahrhundert stammende Gebäude wird am frühen Morgen des 7. Septembers 2006 durch einen verheerenden Brand in Schutt und Asche gelegt; während der Brand das Aus für die Tourist-Info und die Kfz-Zulassungsstelle an diesem Ort besiegelte, kehrt die Sparkasse wieder dorthin zurück, wo 1825 die Oberamtssparkasse, das älteste Vorgängerinstitut der heutigen Sparkasse Bodensee, ihre Amtsgeschäfte aufgenommen hatte. Geschützt nach § 2 DSchG |    |
|      | Ehemaliges Bauernhaus | Venushalde 1      | 16. Jh. bis 2006 | Das zum Ende der Stadt gehörende Bauernhaus wurde, da es komplett verfallen war, im Jahr 2006 abgebrochen. Geschützt nach § 2 DSchG |    |